# Альберц, Луиза
Луиза Альберц (нем. Luise Albertz; 22 июня 1901, Дуйсбург — 1 февраля 1979, Оберхаузен) — немецкий политик, мэр Оберхаузена и депутат первого бундестага ФРГ.

## Биография
Луиза Альберц родилась 22 июня 1901 года в городе Дуйсбург (Рейнская провинция). Она являлась членом ландтага земли Северный Рейн-Вестфалия и входила в состав Социал-демократической партии Германии (СДПГ). 14 августа 1949 года она приняла участие в первых парламентских выборах в Западной Германии, проходивших после окончания Второй мировой войны: стала депутатом бундестага (M.d.B. № 11000021) Федеративной Республики Германии (ФРГ), заседавшего в городе Бонн с сентября 1949 по сентябрь 1953 года. Скончалась 1 февраля 1979 года в городе Оберхаузен.